# روبرت كان
روبرت كان (بالإنجليزية: Robert Kane)‏ هو منتج أفلام أمريكي، ولد في 15 سبتمبر 1886 في جيمستاون في الولايات المتحدة، وتوفي في 5 يناير 1957 في هونولولو في الولايات المتحدة.

## وصلات خارجية
- روبرت كان على موقع IMDb (الإنجليزية)
- روبرت كان على موقع قاعدة بيانات الفيلم (الإنجليزية)